# Plan Sur
Il Plan Sur di Valencia, anche conosciuto come Solución Sur, è il nome usato per indicare il nuovo tracciato del corso del fiume Turia nella sua parte terminale. Esso è infatti il troncone finale del corso d'acqua, da Quart de Poblet sino allo sbocco nel Mar Mediterraneo, presso il porto di Valencia.

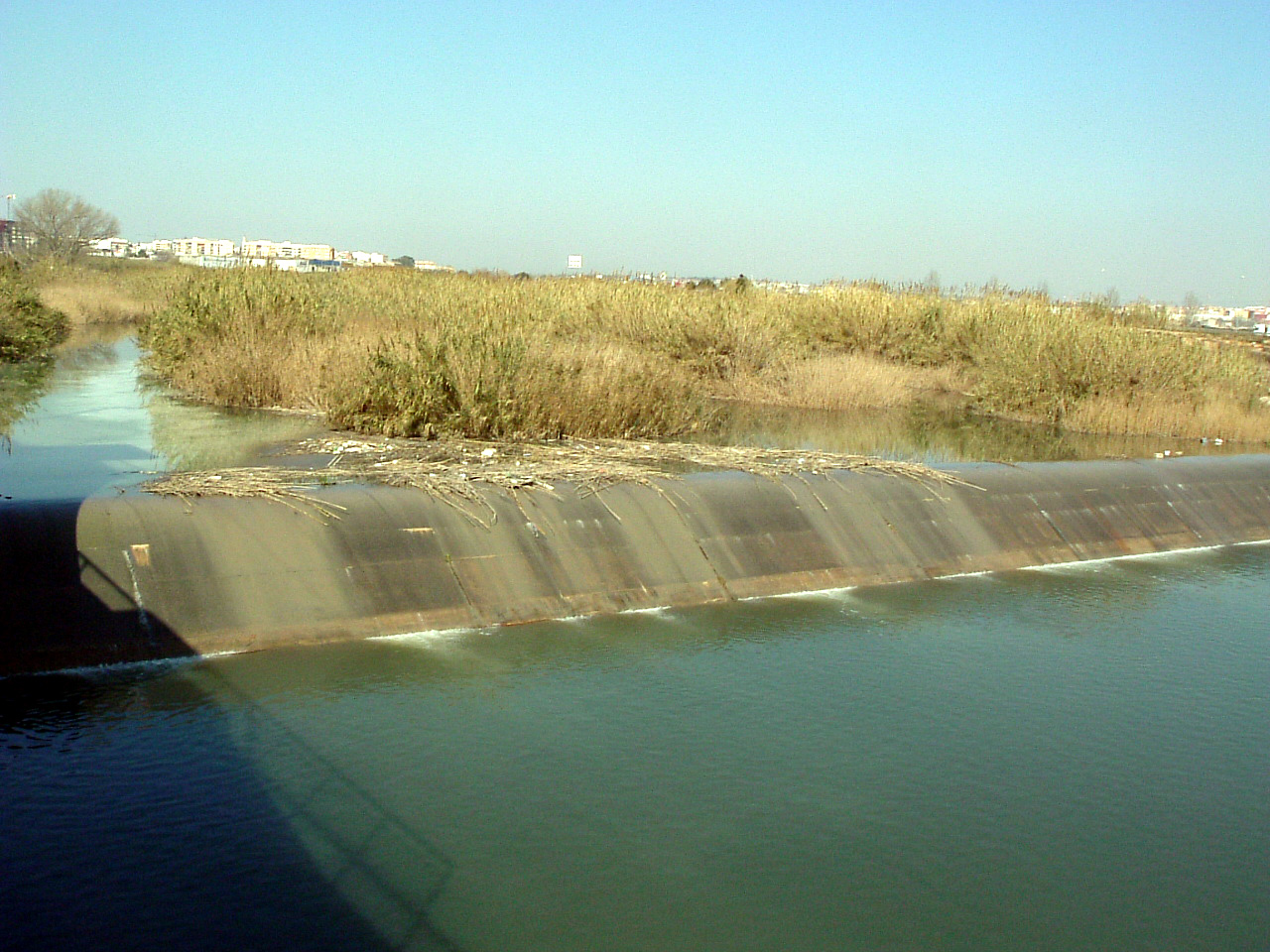
Azud Del Repartiment, punto di inizio del nuovo alveo del fiume Turia